# Linceo (Eneide)
Linceo (in greco antico: Λυγκεύς?) è un personaggio della mitologia romana, un guerriero troiano compagno di Enea nelle sue peregrinazioni dopo la caduta di Troia.

## Il mito
Linceo è presente nel nono libro dell'Eneide dove Virgilio descrive la sua uccisione ad opera di Turno quando questi riesce a entrare nell'accampamento troiano. 

Il re rutulo in precedenza aveva abbattuto i due giganteschi fratelli Pandaro e Bizia, colpendo il primo di spada e l'altro con una falarica: egli irrompe quindi nel campo nemico facendo strage di troiani fuggitivi. 

Linceo è l'unico che eroicamente tenta di contrastarlo ma il re rutulo, prevenutolo in tempo con la spada, gli taglia la testa che fa schizzare lontano insieme con l'elmo.
 " E previene sulla destra dell'argine, violento con la spada

che vibra, Linceo che gli si lanciava contro e chiamava

i compagni; il capo, troncato da un solo colpo da presso,

giacque lontano con l'elmo ". 
(Virgilio, Eneide, libro IX)